# Nouvelle Athènes
 (septembre 2021).
La Nouvelle Athènes est un lotissement créé par le receveur général des finances Augustin de Lapeyrière et l’architecte Auguste Constantin à partir de 1819-1820 sur les pentes du quartier Saint-Georges, dans le 9e arrondissement de Paris (France).

## Historique
Dans cet ensemble homogène d'immeubles délimité par les rues Saint-Lazare, Blanche, La Bruyère et Notre-Dame-de-Lorette choisirent de vivre un grand nombre d'écrivains, d'acteurs, de musiciens et de peintres qui formèrent l'élite du mouvement romantique parisien, parmi lesquels Ary Scheffer, Eugène Delacroix, Gustave Moreau, Théodore Chassériau, George Sand, Alexandre Dumas, Frederic Chopin, Victor Hugo, Marie Taglioni, Théodore Géricault, Pissarro, Claude Monet, Paul Gauguin, Horace Vernet, Paul Delaroche, Marie Dorval, Pierre-Jean de Béranger, Eugène Isabey, François-Joseph Talma, Catherine-Joséphine Duchesnois, Pauline Viardot et Mademoiselle Mars.
Ce nom de « Nouvelle Athènes », consacré par Adolphe Dureau de la Malle le 18 octobre 1823, fait sans doute référence à l'architecture « antiquisante » de ses hôtels ainsi qu'au développement du philhellénisme très prégnant au sein de la communauté d'artistes prestigieux qui s'y installent. La formation et la culture des architectes qui ont construit les hôtels de la rue de la Tour-des-Dames justifie aussi cette appellation[réf. nécessaire].
La « Nouvelle Athènes » était aussi réputée pour abriter de nombreuses jeunes femmes entretenues, appelées lorettes, du nom de l'église Notre-Dame-de-Lorette.